# David Levi (giocatore di poker)
David Levi, in ebraico דוד לוי‎?, (Tel Aviv, 2 dicembre 1962), è un ex calciatore e giocatore di poker israeliano.

## Poker
Negli anni ha collezionato molteplici piazzamenti a premio alle World Series of Poker, tra cui due tavoli finali, e il tavolo finale del WSOP Tournament of Champions del 2005.
Ha inoltre all'attivo 11 piazzamenti a premio al World Poker Tour, con un tavolo finale nella sesta stagione al 2007 Mandalay Bay Poker Championship dove si classificò terzo, per $229,540.
All'attivo ha anche oltre 20 vittorie in vari tornei, tra cui il primo posto nel torneo $3,100 No Limit Hold'em del 2002, in cui ha battuto Alan Goehring in heads-up, per $159,468, la vittoria del torneo $1,500 Limit Hold'em al 2003 Bellagio Five-Diamond World Poker Classic, per $144,917, e le vittorie al California State Poker Championship del 2000, per $26,751, e del 2004, per $99,745.
Al 2015 le sue vincite nei tornei live superano i $3,553,784, di cui $657,100 grazie ai piazzamenti a premio alle WSOP.